# ラピステクノロジー
ラピステクノロジー株式会社 （LAPIS Technology Co., Ltd ） は、神奈川県横浜市港北区に本社を置く、LSI等の電子機器を主体に設計するロームグループのメーカー。
おもな製品は、ASSP ( 特定用途向け標準LSI )、マイクロコントローラ、画像LSI、ディスプレイドライバである。

## 概要
2020年10月1日、ラピスセミコンダクタ株式会社のLSI事業部門を新設分割して、ファブレス半導体メーカーとしてラピステクノロジー株式会社を設立。
「低消費電力技術」「高周波回路技術」「デジアナ混載技術」などの技術を活用した製品群を展開している。
ファブレス半導体メーカーであるが、製造については、ラピスセミコンダクタを主軸としたロームグループ内外に選択肢を持ち、垂直統合型デバイスメーカー（IDM）としての側面がある。

## 沿革
- 2020年10月1日 - ラピスセミコンダクタ株式会社のLSI事業部門を新設分割、ラピステクノロジー株式会社設立。

## 主力製品
- 無線LSI
- マイクロコントローラ
- 音声合成LSI
- ディスプレイドライバ
- 画像LSI
- リチウムイオン電池監視LSI
- ワイヤレス給電LSI

## 関連会社
- ローム株式会社